# V.28
V.28 „Elektrické charakteristiky nesymetrických obvodů rozhraní s dvojím proudem“ je doporučení ITU-T definující elektrické parametry sériového rozhraní mezi KZD (počítačem nebo terminálem) a UZD (modemem). Rozhraní používá signál v základním pásmu s kódováním NRZ; jedna logická úroveň je reprezentována záporným napětím -15 až -3 volty, druhá kladným napětím +3 až +15 V.
V.28 vychází ze standardu EIA RS-232, jehož první verze byla publikována v roce 1962. Zatímco RS-232 je kompletní popis rozhraní, V.28 popisuje pouze elektrické a signálové parametry. Druhým standardem ITU-T odvozeným z RS-232 je V.24, který popisuje funkci jednotlivých obvodů rozhraní. První verze V.28 byla schválena v Ženevě v roce 1972, poslední revize v roce 1993 v Helsinkách.
Sériové rozhraní podle V.28 bylo v poslední čtvrtině 20. století velmi rozšířeným rozhraním počítačů, které sloužilo k připojování modemů, počítačových myší, některých tiskáren, pro propojováním počítačů pomocí nulového modemu a pro další účely. Po roce 2000 bylo prakticky vytlačeno rychlejším rozhraním USB.

## Popis
ITU-T doporučení V.28 popisuje elektrické a signálové charakteristiky datových i řídicích obvodů sériového rozhraní mezi DCE a DTE.
Je určeno pro rychlosti do 20 kbit/s, za určitých podmínek do 64 kbit/s, v praxi se používá pro rychlosti 115 kbit/s i vyšší. Pro nová zařízení určená pro přenosové rychlosti nad 20 kbit/s by se měla spíše používat doporučení V.10 nebo V.11.

### Kódování signálů
Kódování logických úrovní na rozhraní podle doporučení V.28 shrnuje následující tabulka:
| Napětí | Datové obvody | Řídicí obvody |
| ------ | ------------- | ------------- |
| < -3 V | 1             | OFF (0)       |
| > +3 V | 0             | ON (1)        |

Z tabulky je patrné, že řídicí signály jsou negované (mají opačné logické úrovně než datové obvody). Ve schématech se často nad označením negovaných signálů píše pruh, např. RTS.

### Elektrické charakteristiky
Generátor by měl dávat napětí, jehož absolutní hodnota nepřesáhne 15 voltů. Starší zařízení však mohou dávat až napětí 25 V. Na datových obvodech je nula reprezentována kladným napětí větším než +3 volty, jednička záporným napětím menším než -3 volty (tj. jeho absolutní hodnota je větší než 3 volty). Interval napětí -3 až +3 V je přechodová oblast, do které se signál smí dostat pouze při přechodu mezi záporným a kladným napětím a smí se v ní zdržet nejvýše po dobu 1 milisekunda nebo 3 % trvání signálového prvku (co je kratší).
Zátěž má mít stejnosměrnou rezistanci (odpor) mezi 3000-7000 Ohmů, paralelní kapacitanci maximálně 2500 pikofaradů a nesmí mít induktivní charakter. Při rychlostech přes 20 kbit/s musí být paralelní kapacity menší.